# Eye of the Needle
«Eye of the Needle» —en español: ‘Ojo de la aguja’— es una canción de la cantante y compositora australiana Sia, perteneciente al álbum 1000 Forms of Fear (2014). Fue lanzado para descarga digital como sencillo del álbum el 3 de junio de 2014 por Inertia en Australia y Monkey Puzzle con RCA a nivel mundial. La canción apareció en listas de sencillos de Australia, Francia y el Reino Unido.

## Lista de canciones
Descarga Digital
1. "Eye of the Needle" – 4:09

## Lista de Posiciones
| Chart (2014)                          | Mejor posición |
| ------------------------------------- | -------------- |
| Australia (ARIA)                      | 36             |
| Francia (SNEP)                        | 71             |
| Reino Unido (Official Charts Company) | 181            |

## Historial de estreno
| País      | Fecha              | Formato          | Discográfica      |
| --------- | ------------------ | ---------------- | ----------------- |
| Australia | 3 de junio de 2014 | Descarga digital | Inertia           |
| Bélgica   | 3 de junio de 2014 | Descarga digital | Monkey Puzzle RCA |
| Finlandia | 3 de junio de 2014 | Descarga digital | Monkey Puzzle RCA |
| Alemania  | 3 de junio de 2014 | Descarga digital | Monkey Puzzle RCA |
| Portugal  | 3 de junio de 2014 | Descarga digital | Monkey Puzzle RCA |
| España    | 3 de junio de 2014 | Descarga digital | Monkey Puzzle RCA |
| Suecia    | 3 de junio de 2014 | Descarga digital | Monkey Puzzle RCA |
| Suiza     | 3 de junio de 2014 | Descarga digital | Monkey Puzzle RCA |